# Kunstcampus Umeå

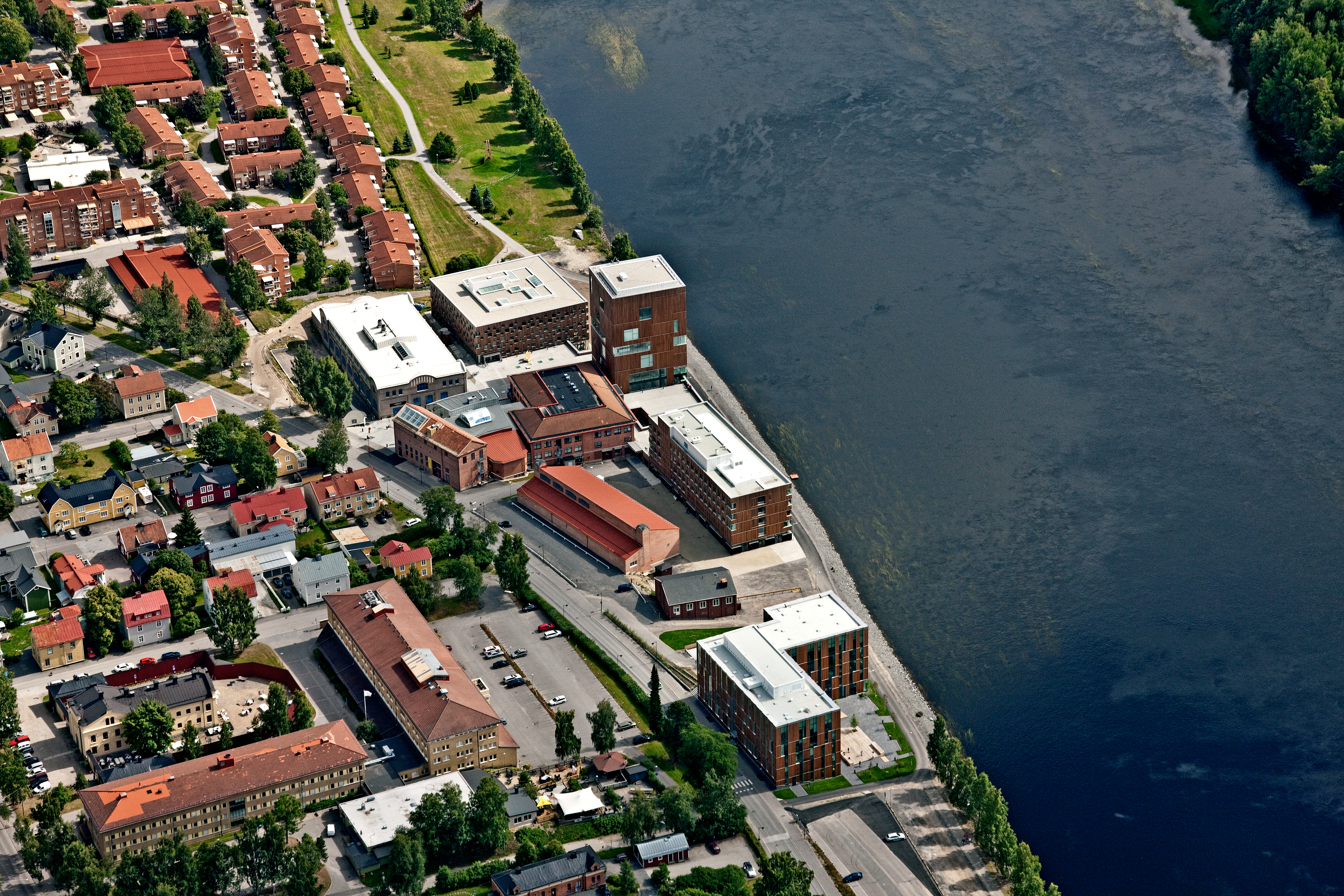
Luftbild (2013)

Der Kunstcampus Umeå (schwedisch Konstnärligt Campus, englisch Umeå Arts Campus) ist ein Campus der Universität Umeå in Schweden. Er liegt im ehemaligen Industriegebiet der Stadt Umeå am Ufer des Flusses Ume älv, das seit 2009 umgebaut wird. Der Campus beherbergt die Kunsthochschule, die Designhochschule und die Hochschule für Architektur der Universität Umeå. Weiterhin zog das Bildmuseet Umeå, ein Museum für internationale Gegenwartskunst und visuelle Kultur, 2012 auf den Kunstcampus.

## Geschichte und Umbau
Die Kunsthochschule befindet sich bereits seit 1987 auf dem Gelände in einer ehemaligen Papierfabrik. 1989 kam die Designhochschule hinzu, nachdem ein altes Umspannwerk nach den Plänen des Architekten Olle Qvarnström umgebaut wurde. 2008 beschloss die Universität Umeå, gemeinsam mit der Spendenstiftung der Balticgruppe, insgesamt 350 Millionen SEK in den Kunstcampus zu investieren. Ziel ist es, ein kreatives Umfeld für Bildung, Forschung und Berufstätigkeit in den Bereichen Architektur, Design, Kunst und Digitale Kultur zu schaffen. „The goal is for Umeå to become a creative centre on the global stage“, so Göran Sandberg, der zur Zeit der Planungen Rektor der Universität war. Nicht nur für Universitätsangehörige, sondern auch für die Bewohner Umeås und Besucher von außerhalb soll der Campus als kreative Inspiration dienen. Architektur und Gestaltung des Campus sind Anziehungspunkt für Besucher. Entworfen wurde das Gebäude vom dänischen Architekten Henning Larsen. Im Mai 2012 wurde der Kunstcampus offiziell eingeweiht.